# XANES
XANES, qui signifie X-ray Absorption Near Edge Structure (soit en français Spectroscopie de structure près du front d'absorption de rayons X) est une méthode d'analyse de spectrométrie d'absorption des rayons X, qui utilise le rayonnement synchrotron. Elle est généralement couplée avec la technique EXAFS (Extended X-Ray Absorption Fine Structure) pour obtenir des informations sur le voisinage de ces composés. La différence principale entre ces deux techniques concerne l'échelle d'énergie considérée autour du front d'absorption. Le XANES est également appelé NEXAFS (Near Edge X-ray Absorption Fine Structure) dans certaines disciplines (science des surfaces par exemple).

## Principes
Le XANES étudie l'absorption, en la mesurant, d'un matériau au voisinage proche de son front d'absorption, c'est-à-dire sur un intervalle d'énergie d'environ 100 eV de part et d'autre du front d'absorption. Il apporte des informations sur l'ordre local (et donc irrégulier) des composés, contrairement à des méthodes telles que la diffractométrie de rayons X (XRD) qui nécessitent une structure régulière du matériau (comme les cristaux).
Le XANES, mesurable à une fraction d'électron-volt près, renseigne sur l'état d'oxydation de l'élément étudié, et dépend de la symétrie du champ électrique local autour de l'atome central. Il permet donc de dégager des informations à la fois structurales (coordination, distances métal-ligand) et électroniques (état d'oxydation, état de spin) d'un composé.
Cette méthode fait partie de la Spectrométrie d'absorption des rayons X et correspond à l’excitation d'un électron de niveau de cœur vers les niveaux électroniques inoccupés par absorption d'un photon d'énergie.

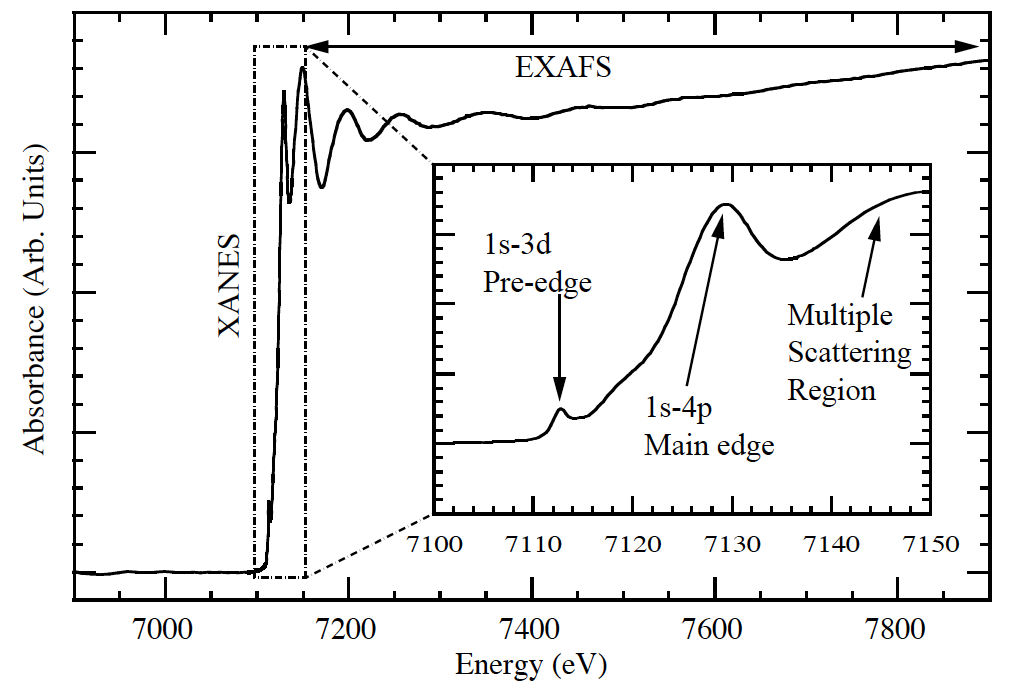
Figure 1 : Les principales régions d'un spectre XANES au seuil K (préseuil et montée du seuil)

La nomenclature des seuils est la même que celle décrite en Spectrométrie d'absorption des rayons X.
Les transitions obéissent aux règles de sélections dipolaires Δl= ±1, Δj= ±1, Δs= 0. Lorsque l'énergie du photon est inférieure à l'énergie d'ionisation, les premiers niveaux vides ou partiellement remplis sont sondés. Celles-ci forment la région du préseuil où l'on observe majoritairement des transitions quadripolaires s-d (interdites selon les règles de sélection mais autorisées grâce à l'hybridation des orbitales p et d du métal). L'intensité du préseuil est plus intense pour un composé présentant une symétrie tétraédrique.
Lorsque l'énergie du photon augmente sans dépasser l’énergie d'ionisation, le coefficient d'absorption augmente rapidement. Cette région définit le seuil où des transitions dipolaires s-p sont visibles. Au maximum du seuil d'absorption se trouve la raie blanche, qui est principalement due à une dégénérescence des niveaux 4p. L'intensité de la raie blanche est plus intense pour un composé ayant une symétrie octaédrique.
Les transitions vers le continuum apparaissent quand l'énergie du photon est supérieure à l'énergie d'ionisation et les phénomènes de diffusion multiple sont importants (de quelques eV en dessous du seuil d'absorption à environ 50 eV au-delà) voir Figure 1.
Pour un spectre XANES au seuil K, d'un point de vue qualitatif, l'intensité de ces transitions dépend de la coordinence et est donc une bonne signature de la symétrie autour de l'atome d'absorbeur. En revanche, un spectre xanes au seuil L2,3 apporte plus d'informations sur la structure électronique d'un composé.